# Нурлитан
Нурлита́н (каз. Нұрлытаң) — село у складі Мактааральського району Туркестанської області Казахстану. Входить до складу Єнбекшинського сільського округу.
До 2000 року село називалось Фрунзе.
Населення — 1020 осіб (2021; 1063 у 2009, 1003 у 1999, 771 у 1989).